# 자유투

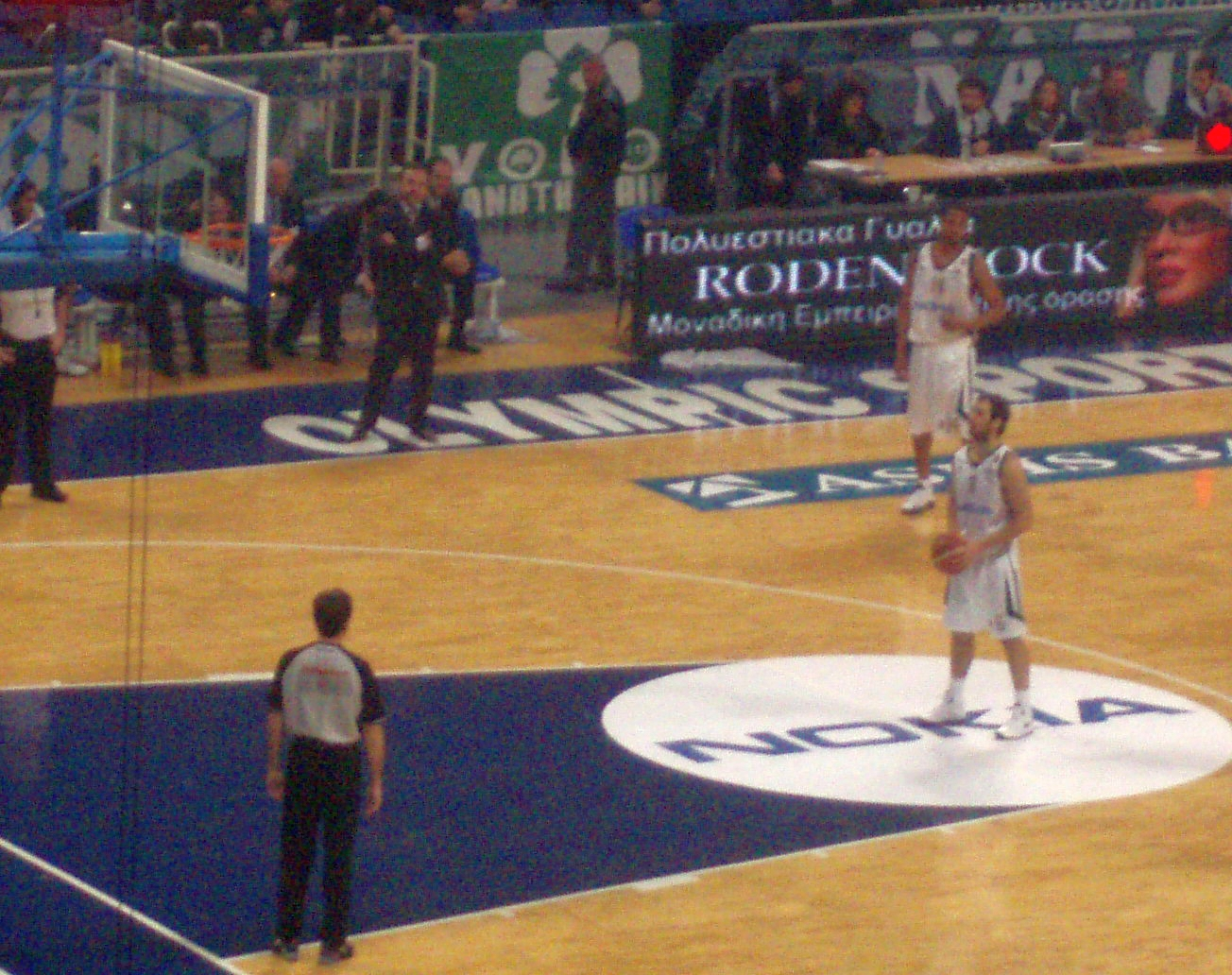

자유투(自由投, 문화어: 벌넣기) 혹은 프리스로(Free throw)는 농구에서 한 선수에게 프리스로라인(free throw line) 뒤의 반원 내에서 아무런 방해 없이 슛을 던져 1점을 얻을 수 있도록 기회를 주는 것을 지칭하는 농구 용어이다. 유일하게 시간이 멈춘 상태에서 득점할 수 있는 수단이다.
슈팅을 시도하는 중 반칙을 당할 경우, 테크니컬 파울 또는 U파울을 당할 경우, 팀 반칙수를 초과한 경우 얻게 된다.